# Microterys polylaus
Microterys polylaus is een vliesvleugelig insect uit de familie Encyrtidae. De wetenschappelijke naam is voor het eerst geldig gepubliceerd in 1846 door Walker.